# Štajerska (vojvodstvo)
Štajerska (lat. Styria; njem. Herzogtum Steiermark; slov. Vojvodina Štajerska) naziv je za vojvodstvo u Svetom Rimskom Carstvu, a potom i nasljednu zemlju Habsburške Monarhije, smješteno u današnjoj jugoistočnoj Austriji i sjeveroistočnoj Sloveniji. Kao takva postojala je do 1918.

## Rimsko doba
U rimsko doba ovo su područje naseljavali Kelti. Istočni dio kasnije Štajerske pripadao je Panoniji, zapadni Noriku. Za seobe naroda ovdje su se naseljavali ili su tim krajevima prolazili Zapadni Goti, Huni, Istočni Goti, Rugi, Langobardi, Franci i Avari. Do 595. naselili su se Slaveni (Vindi) najprije donji, a potom, nakon pobjede nad Avarima, i gornji dio toga područja. Kao dio te slavenske Karantanije, područje Mure došlo je pod bavarski utjecaj, a onda i pod franačku karolinšku vlast.

## Srednji vijek
Kršćanstvo se proširilo u ovim krajevima pretežno iz Salzburga, koji će i kasnije kao metropolija imati važnu ulogu u crkvenim poslovima toga kraja.
Štajerska se postupno razvijala oko svoga središnjeg dijela koje je činila Marka Karantanija oko središnje Mure. Oko 1000. godine od Koruške se odvojilo više grofovija uz gornji tok Mure te se pridružilo Karantanskoj krajini. Godine 1147. pridružila im se i Podravska krajina, a Štajerska je 1180. podignuta na razinu vojvodstva, kad je Fridrik I. Barbarossa štajerskoga markgrofa Otokara IV. proglasio vojvodom. Nakon Otokarove smrti (1192.) vojvodstvo je pripalo dinastiji Babenberzima, koja je vladala Austrijom. Nakon njihova izumiranja Štajerska je prešla u ruke Hrvatsko-ugarskog kraljevstva (1254. – 1260.), potom pod vlast Otokara II. Češkog kralja (1260. – 1276.).

## U habsburškoj vlasti
Na koncu je 1276. vojvodstvo pripalo Habsburgovcima koji su davali vojvode Štajarske iz vlastite obitelji u razdoblju 1379. – 1439. i 1564. – 1619. Kad su 1456. izumrli grofovi Celjski, Fridrik III., car Svetog Rimskog Carstva, na temelju prethodnog ugovora, naslijedio je njihove posjede.

### Reformacija i katolička obnova
Već od 1530. u Štajersku su došla učenja njemačkih reformatora, koja su se u ovom vojvodstvu, prema izjavi što ju je na Augsburškom saboru dao nadvojvoda Karlo II., najmlađi sin cara Ferdinanda I., mogla slobodno širiti. Ipak, kako bi spriječio širenje toga učenja, Karlo II. doveo je 1570. isusovce, te utemeljio 1586. visoku školu u Grazu. Karlovu odluku o slobodi vjeroispovijesti promijenio je njegov sin Ferdinand II. koji je 1596. preuzeo vlast i protjerao protestantske propovjednike iz zemlje, a svi protestantski građani morali su ili prijeći u Katoličku Crkvu ili napustiti zemlju. 1619. Ferdinand II. naslijedio je i ostale austrijske zemlje, te je Štajerska od tad s njima činila jedinstvenu cjelinu.

### Turski upadi
U razdoblju turskih osvajanja u 16. i 17. stoljeću, Štajerska je pretrpjela znatne štete, a veliki je dio stanovništva prešao u druge krajeve. U tom su razdoblju Turci izvršiti dvadesetak upada na područje Štajerske.

## 19. i 20. stoljeće
U prvoj polovici 19. stoljeća Gornja Štajerska bila je središte industrijalizacije. U tom su razdoblju počele jačati napetosti između stanovništva njemačkog i slovenskog jezika, no one nisu dosegle onu oštrinu koja je postojala u Češkoj i Moravskoj.
Po raspadu Austro-Ugarske, 1918. godine, u skladu prema Ugovoru iz Saint-Germaina, Štajerska je podijeljena između Kraljevine SHS, koja je dobila Donju Štajersku s gradovima Mariborom i Celjem, i Austrije, koja je dobila Gornju Štajersku. U Kraljevini SHS i kasnije u Kraljevini Jugoslaviji Štajerska je skupa s Kranjskom činila Dravsku banovinu, a u SFRJ činila je oko trećine Slovenije.